# Enrico Casarosa
Enrico Casarosa (Génova, 20 de noviembre de 1971) es un artista de storyboard y director de animación italiano que trabaja en Pixar.
Iniciando en 2011, fue director de storyboard en la película de Bob Peterson y Peter Sohn The Good Dinosaur. En 2012 fue nominado al Óscar en la categoría de mejor corto animado por La Luna. En 2021 fue director de la película Luca.

## Carrera profesional
Casarosa nació en Génova, Italia, y se mudó a Nueva York siendo veinteañero para estudiar animación en la Escuela de Artes Visuales de Nueva York e ilustración en el Fashion Institute of Technologies. Trabajó como artista de storyboard y de fondos en varias series de televisión de Disney Channel, incluyendo 101 dálmatas: la serie y PB&J Otter. Antes de entrar a trabajar a Pixar, Casarosa también trabajó como artista de storyboard en Blue Sky Studios en Ice Age y Robots. En 2002, finalmente entró a trabajar en Pixar, donde trabajó como artista de storyboard en Cars, Ratatouille y Up. 
A finales de 2004, Casarosa inició un maratón de dibujo comunitario llamado SketchCrawl y ha sido el organizador de ese evento desde entonces.

## Filmografía

### Series de televisión
| Año       | Proyecto               | Puesto                                      |
| --------- | ---------------------- | ------------------------------------------- |
| 1997-1998 | 101 dálmatas: la serie | Diseñador de fondos y artista de storyboard |
| 1998-2000 | PB&J Otter             | Ibid                                        |

### Películas
| Año  | Proyecto          | Puesto                                                   |
| ---- | ----------------- | -------------------------------------------------------- |
| 2002 | Ice Age           | Artista de storyboard                                    |
| 2004 | Robots            | Ibid, artista de storyboard                              |
| 2006 | Cars              | Artista de storyboard                                    |
| 2007 | Ratatouille       | Artista de storyboard                                    |
| 2009 | Up                | Artista de storyboard                                    |
| 2011 | Cars 2            | Artista de storyboard                                    |
| 2011 | La luna           | Director y guionista                                     |
| 2015 | The Good Dinosaur | Artista de storyboard                                    |
| 2017 | Coco              | Equipo creativo senior de Pixar                          |
| 2018 | Los Increíbles 2  | Artista de storyboard, equipo creativo senior de Pixar   |
| 2019 | Toy Story 4       | Artista de storyboard, equipo creativo senior de Pixar   |
| 2020 | Onward            | Equipo creativo senior de Pixar                          |
| 2020 | Soul              | Equipo creativo senior de Pixar                          |
| 2021 | Luca              | Director, historia, voz, equipo creativo senior de Pixar |
| 2022 | Turning Red       | Equipo creativo senior de Pixar                          |
| 2022 | Lightyear         | Equipo creativo senior de Pixar                          |
| 2027 | Gatto             | Director                                                 |

## Premios y distinciones
Premios Óscar
| Año  | Categoría                  | Trabajo nominado | Resultado |
| ---- | -------------------------- | ---------------- | --------- |
| 2012 | Mejor cortometraje animado | La luna          | Nominado  |